# Adjamé
Adjamé este o comună din departamentul Abidjan, regiunea Lagunes, Coasta de Fildeș.